# 际上石梁桥
际上石梁桥，是位于中国福建省福州市闽清县云龙乡际上村西北面村口的一个宋代古桥，2023年入选第七批闽清县文物保护单位。
际上石梁桥是闽清县目前发现的最大的宋代石梁桥，南北走向，两台两墩、三孔等跨，酾水三道，长35米，宽3.4米，桥墩高4.5米，墩间跨度4.2米，用青条石横竖交叉构筑，桥面平铺十五块长6.50米、宽0.50米、厚0.33米的青石板。